# Comté de Stanton (Kansas)
Pour les articles homonymes, voir Comté de Stanton.
Le comté de Stanton est l’un des 105 comtés de l’État du Kansas, aux États-Unis, à la frontière avec le Colorado. Fondé le 17 juin 1887, il a été nommé en hommage à l'homme politique Edwin M. Stanton.
Siège et plus grande ville : Johnson City.

## Géolocalisation
| Comté de Prowers (Colorado) | Comté de Hamilton | Comté de Kearny  |
| Comté de Baca (Colorado)    | Comté de Stanton  | Comté de Grant   |
|                             | Comté de Morton   | Comté de Stevens |